# Kroatiens damlandslag i ishockey
Kroatiens damlandslag i ishockey representerar Kroatien i ishockey på damsidan och kontrolleras av det kroatiska ishockeyförbundet. 2011 fanns 39 registrerade kvinnliga ishockeyspelare i Kroatien. 

## Historik
Laget spelade sin första match den 24 februari 2007, då man vann mot Ungern med 3-2 i Budapest under en träningsmatch.
Kroatien debuterade i världsmästerskapet 2007, och överraskade alla med att vinna Division IV och flyttas upp till Division III.
Än i januari 2008 var KHL Grič Zagreb den enda ishockeyklubben i Kroatien med damlag. Från säsongen 2006/2007 deltog spelarna i slovenska ligan med ett slovenskt och ett österrikiskt lag. De hade också deltagit i Elite Women's Hockey League under flera år, med lag från Tjeckien, Slovenien, Tyskland, Österrike och Slovenien.

### Fotnoter
1. ↑  ”Croatia”. International Ice Hockey Federation. http://www.iihf.com/iihf-home/countries/croatia.html. Läst 12 mars 2011.
2. ↑  ”National Teams of Ice Hockey”. Arkiverad från originalet den 3 mars 2016. https://web.archive.org/web/20160303185944/http://www.nationalteamsoficehockey.com/uploads/Croatia_Women_All_Time_Results.pdf. Läst 28 augusti 2011.
3. ↑  ”Ako niste znali ženski hokej se igra i u Hrvatskoj”. http://archive.is/http://www.javno.com/hr/sport/clanak.php?id=32873. Läst 25 december 2008.
4. ↑  ”EWHL TEAMS”. Arkiverad från originalet den 11 januari 2008. https://web.archive.org/web/20080111000336/http://www.ewhl.com/default.aspx?SIId=179. Läst 25 december 2008.